# Gruppo aviazione artiglieria
Il Gruppo aviazione artiglieria era un gruppo di volo del Servizio Aeronautico del Regio Esercito, attivo nella prima guerra mondiale.

## Storia
Formato a fine giugno 1915 come Gruppo squadriglie aviatori di artiglieria, comandato dal maggiore Amedeo de Siebert a Medeuzza con la 1ª Squadriglia per l'artiglieria Caudron e 2ª Squadriglia per l'artiglieria Macchi Parasol.
Il 24 settembre riceve la 3ª Squadriglia per l'artiglieria Parasol spostandosi al Campo di aviazione di Oleis di Manzano.
In ottobre arrivano la 4ª Squadriglia per l'artiglieria e 5ª Squadriglia per l'artiglieria Caudron ed il 1º novembre dispone della 1ª e 5ª ad Oleis, 2ª e 3ª a Medeuzza e 4ª a Gonars ed il 5 novembre diventa Gruppo di aviazione per l'artiglieria.
A marzo 1916 riceve la 9ª Squadriglia da ricognizione e combattimento Farman che diventa 7ª Squadriglia per l'artiglieria di Oleis ed il comandante è il magg. Emilio Gamerra.
Il 15 aprile nel cambio dei nomi generale le squadriglie diventano 41ª Squadriglia, 42ª Squadriglia, 43ª Squadriglia, 44ª Squadriglia, 45ª, 46ª e 47ª ed il 30 aprile il reparto diventa Comando di aviazione per l'artiglieria comandato dal tenente colonnello de Siebert da cui dipendono i gruppi V Gruppo, VI (poi 6º Gruppo caccia) e VII (poi 7º Gruppo Autonomo Caccia Terrestre).
Il comando viene chiuso l'8 aprile 1917 ed i gruppi perdono la denominazione di reparti per l'artiglieria.